# Melanitis celebicola
Melanitis celebicola är en fjärilsart som beskrevs av Martin 1929. Melanitis celebicola ingår i släktet Melanitis och familjen praktfjärilar. Inga underarter finns listade i Catalogue of Life.